# Hemilophus infuscatus
Hemilophus infuscatus är en skalbaggsart som beskrevs av Bates 1881. Hemilophus infuscatus ingår i släktet Hemilophus och familjen långhorningar. Inga underarter finns listade i Catalogue of Life.